# Ford of Britain

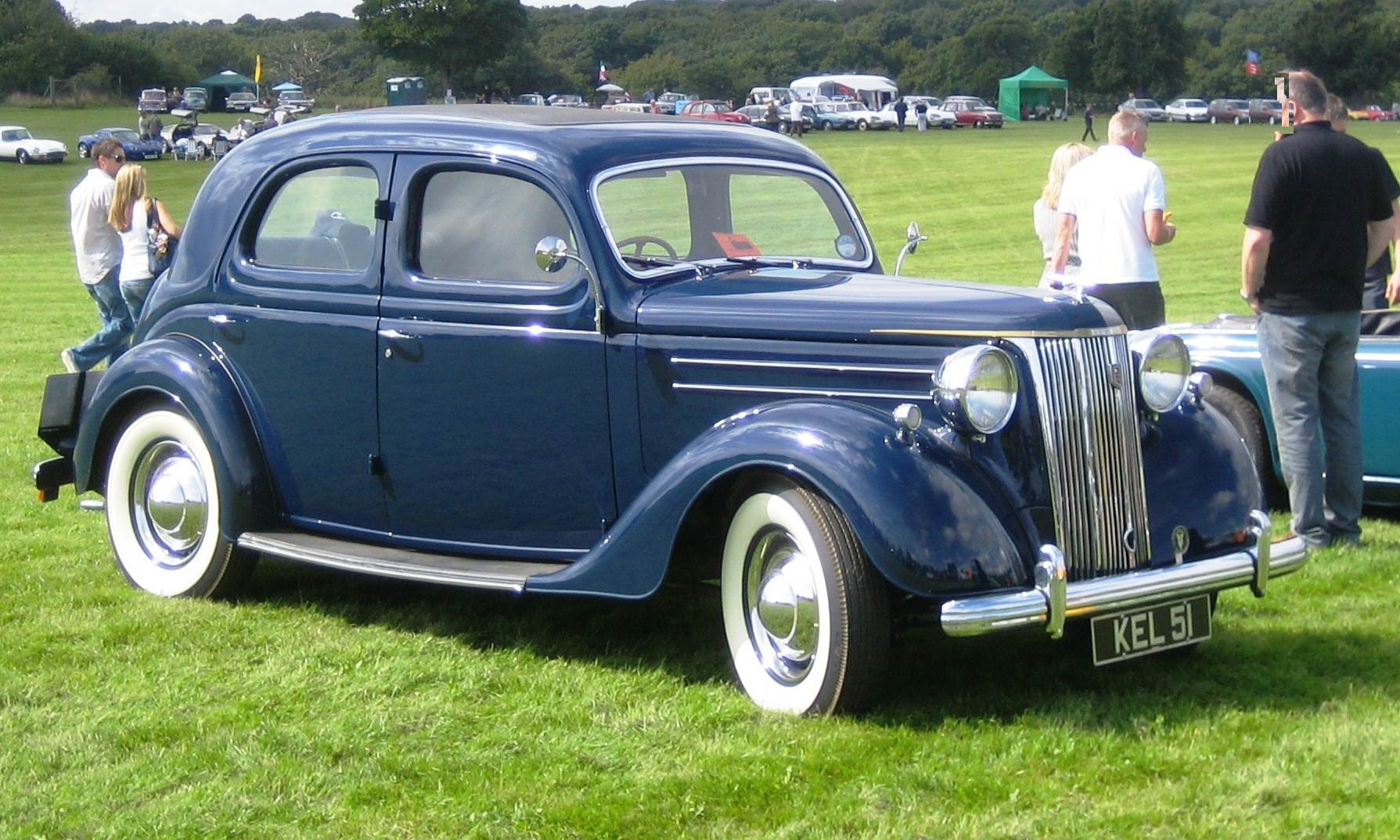
Ford Pilot (1950)

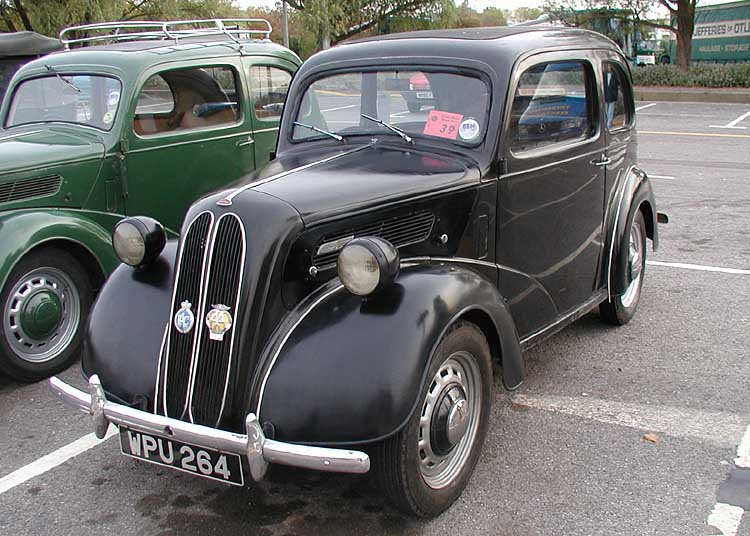
Ford Anglia E494A (1953)

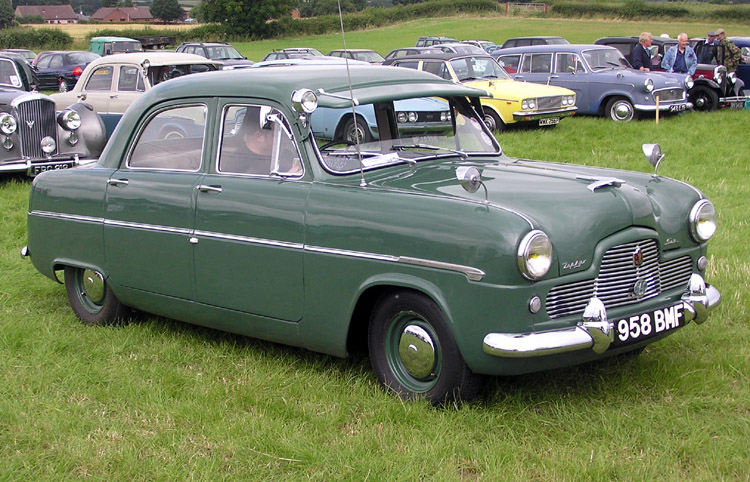
Ford Zephyr Six (1954)

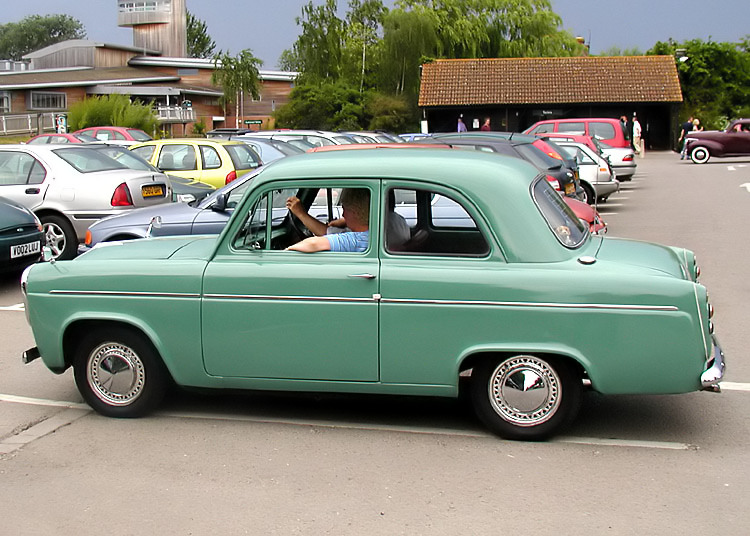
Ford Anglia 100E (1960)

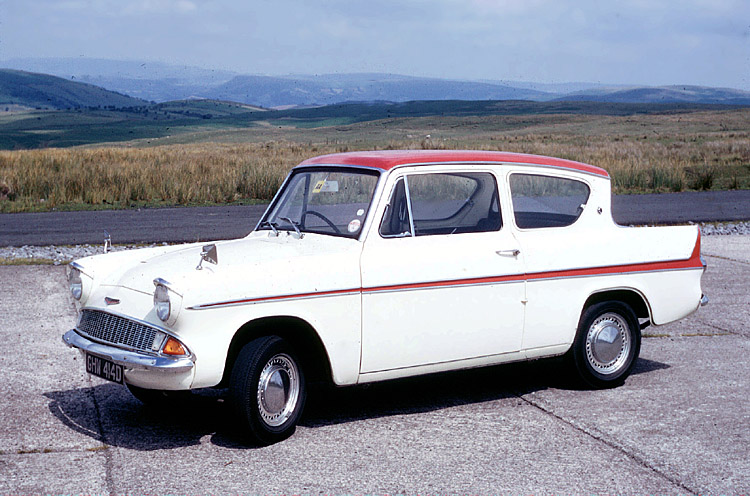
Ford Anglia 123E (1959) in Wales

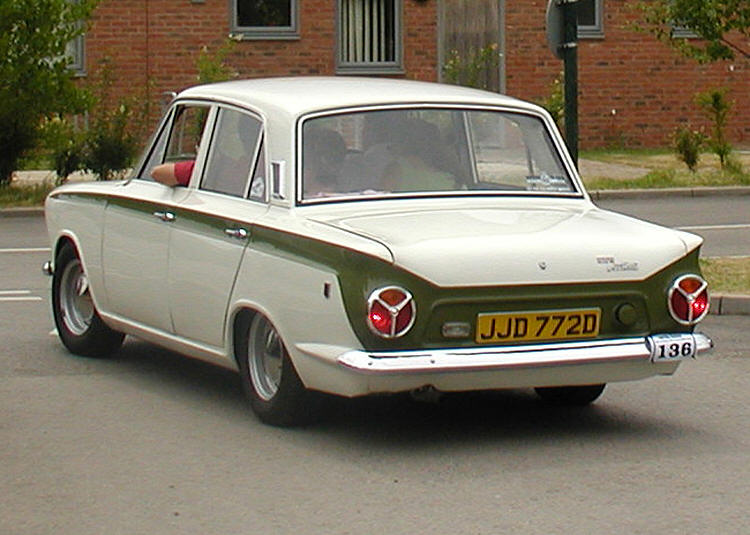
Ford Cortina GT Mk I (1966) mit Seitenstreifen des Lotus Cortina

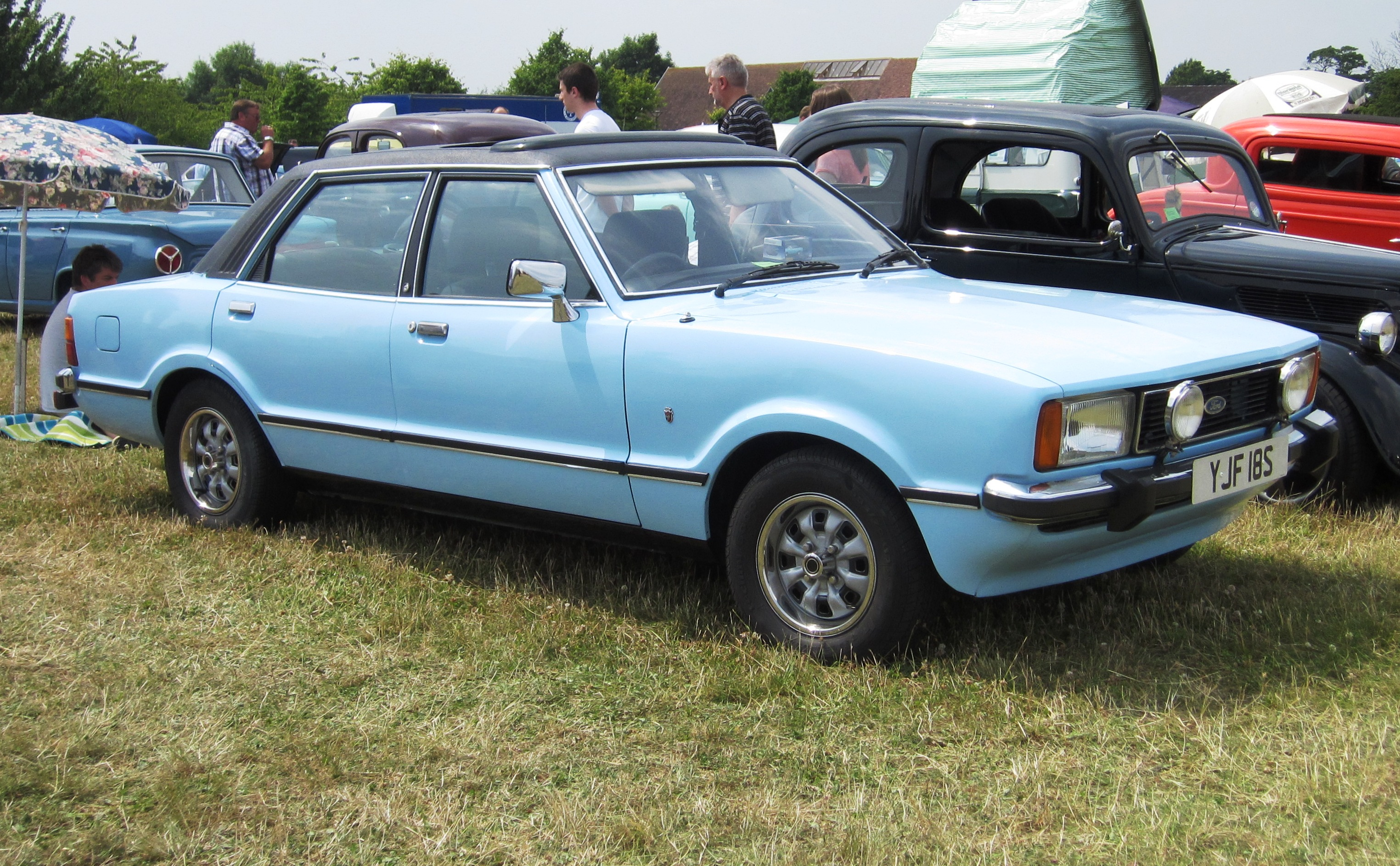
Ford Cortina Mk IV (1978): mit Wirkung ab 1976 waren Cortina und Taunus hauptsächlich identisch

Die Ford Motor Company Limited war ein britischer Automobilhersteller, der von 1909 bis 1967 zuerst in London und dann in Dagenham (Essex) und Brentwood (Essex) ansässig war. Die Firma war der britische Ableger des US-amerikanischen Automobilherstellers Ford Motor Company. Zuständig war sie für die Fertigung und den Verkauf von Ford-Produkten im Vereinigten Königreich und anfangs auch in Irland. 1967 wurde sie fusioniert mit Ford Deutschland zu Ford of Europe.

## Geschichte

### 1903–1918
Die ersten Ford-Automobile, drei Modell A, wurden 1903 in das Vereinigte Königreich eingeführt und der erste Ford-Händler öffnete 1910 in Southampton seine Tore. 1909 wurde die Ford Motor Company (England) Ltd. in der Shaftesbury Ave. 55 in London unter der Führung von Percival Perry gegründet. 1911 wurde ein Montagewerk in einer alten Straßenbahnfabrik in Trafford Park (Manchester) eröffnet, in dem von 60 Arbeitern das Modell T montiert wurde. Gleichzeitig wurde die Firma in Henry Ford & Son Ltd. umbenannt. Dies war die erste Ford-Fabrik außerhalb der USA. Zuerst wurden die Wagen auf importierten Fahrgestellen montiert, wobei die Karosserien von örtlichen Zulieferern kamen, aber 1914 wurde das erste Fließband in Großbritannien installiert, auf dem 21 Autos pro Stunde gebaut wurden. 6000 Fahrzeuge entstanden 1913 und das Modell T wurde mit einem Marktanteil von 30 % zum meistverkauften Auto in Großbritannien. Nach dem Ersten Weltkrieg wurde das Werk in Trafford Park vergrößert und 1919 waren 41 % aller in Großbritannien zugelassenen Autos Ford.
1917 kam ein Werk in Cork in Irland dazu, das ursprünglich zum Bau von Traktoren vorgesehen war, in dem aber ab 1921 auch Pkw montiert wurden. Dies war das erste Fabrikgebäude, das von Ford in Europa errichtet wurde. 1984 schloss dieses Werk.

### 1918–1939
Wenn auch das Werk in Trafford Park durch den Manchester Ship Canal erschlossen war, so beschloss Ford doch, dass ein Zugang zu einem Tiefwasserhafen unerlässlich war und 1923 entschied man sich für einen neuen Fabrikstandort in Dagenham an der Themse, östlich von London. Der Neubau begann 1929 und im Oktober 1931 wurde das damals größte Automobilmontagewerk in Europa eröffnet. Die Karosseriefertigung wurde exklusiv an Briggs Motor Bodies gegeben, ein neu gegründetes Tochterunternehmen der US-amerikanischen Briggs Manufacturing Company, die unmittelbar neben Fords Dagenham-Werk eine auf industrialisierte Produktion ausgerichtete Fertigungsanlage errichtete. in dem das Pkw-Modell A und das Lkw-Modell AA gebaut wurden. Damit einher ging eine erneute Namensänderung der Gesellschaft in Ford Motor Company Ltd. Man befand sich auf dem Höhepunkt der Weltwirtschaftskrise und das Modell A war in Steuer und Unterhalt zu teuer für viele Briten, sodass nur wenige Exemplare verkauft werden konnten. In den ersten drei Monaten waren es nur fünf Stück. So brauchte die Firma dringend ein kleineres Modell, das im Modelljahr 1933 als Modell Y mit 933 cm³ Hubraum erschien. Dieser Wagen passte sehr viel besser zu den damaligen wirtschaftlichen Verhältnissen und wurde 1935 der erste Wagen in Großbritannien, der für £ 100 angeboten wurde. Von 1932 bis 1937 entstanden über 157.000 Exemplare in Dagenham und Cork und zu Spitzenzeiten waren 41 % aller in diesem Marktsegment in Großbritannien verkauften Autos Ford Modell Y. 1939 wurde die Traktorenfertigung nach Dagenham verlegt.

### 1940–1944
Während des Zweiten Weltkrieges wurden in Dagenham 360.000 Fahrzeuge gebaut und in einer neuen Fabrik in Urmston (Greater Manchester) entstanden 34.000 Flugmotoren vom Typ Rolls-Royce Merlin unter Ford-Regie.

### 1945–1967
Nach dem Zweiten Weltkrieg wurde die zivile Produktion wieder aufgenommen. 1946 entstanden in Dagenham 115.000 Fahrzeuge und die Fabriken in London-Walthamstow und Langley (Buckinghamshire) (später zu Berkshire) wurden gebaut. 1953 kaufte man Briggs Motor Bodies zu, was der Firma besseren Zugriff auf seine Zulieferer gestattete und mit dem Kauf weiterer Werke in Doncaster (Yorkshire), Southampton, Croydon (London) und Romford verbunden war. 1953 hatte Ford of Britain 40.000 Beschäftigte.
Bis 1960 war die Ford Motor Company (England) Ltd. eine an der Börse notierte Aktiengesellschaft, aber in diesem Jahr schloss Ford USA die Minderheitsaktionäre aus („squeeze-out“), so dass Ford of Britain eine 100%ige Tochtergesellschaft von Ford USA wurde.
1962 eröffnete Ford eine Fabrik in der Nähe von Halewood für den neuen Anglia. Im Jahr 2000 gab Ford dieses Werk mit dem letzten Escort auf, seit 2001 wird dort der Jaguar X-Type gebaut.
Eine weitere neue Fabrik wurde 1964 in Basildon eröffnet, in der Traktoren hergestellt werden, und 1965 wurde ein weiteres Werk in Swansea für Fahrwerkskomponenten und Achsen zugekauft.

### Nutzfahrzeuge
Ford stellte eine Reihe von Nutzfahrzeugen, beginnend mit dem Modell TT 1917 her. Von 1933 bis 1939 hießen diese Lieferwagen Fordson, von 1939 bis 1957 Fordson Thames respektive Ford Thames und von 1957 bis 1965 nur noch Thames. Ab 1965 kehrte man wieder zum Namen Ford zurück. Nach Schließung des Werkes in Trafford Park wurden die meisten Lieferwagen in Langley gebaut. 1986 verkaufte man die gesamte Sparte an die italienische Iveco-Gruppe. So entstand Iveco-Ford, woran Ford einen 48%igen Anteil hielt. Der Markenname Ford wurde kurz darauf in Europa für schwere Nutzfahrzeuge aufgegeben. Iveco schloss das Werk in Langley 1997.

## Modelle

### Pkw
- Ford Modell T (1913–1927)
- Ford Modell A (1928–1931)
- Ford Modell B (1932–1935)
- Ford Modell Y (1932–1937)
- Ford 7Y (1937–1939)
- Ford V8 (1932–1939)
- Ford Modell C Ten (1935–1937)
- Ford 7W (1937–1938)
- Ford Anglia (1939–1967)
- Ford Prefect (1939–1961)
- Ford V8 Pilot (1947–1951)
- Ford Consul (1950–1962)
- Ford Zephyr (1951–1972)
- Ford Zodiac (1954–1972)
- Ford Popular (1953–1962)
- Ford Escort/Squire (1955–1961)
- Ford Consul Classic (1961–1963)
- Ford Consul Capri (1961–1964)
- Ford Cortina (1962–1982)
- Ford Corsair (1963–1970)
- Ford Escort (1968–2000)
- Ford Capri (1969–1986)
- Ford Granada (1972–1994)
- Ford Sierra (1982–1993)

### Nutzfahrzeuge
(1 cwt = 50,8 kg)
- Fordson Traktor (1917–1964)
- Ford Modell TT 1 to. (1917–)
- Ford Modell AA 30cwt (1928–)
- Ford Modell BB (1932–)
- Ford Modell Y 5 cwt (1932–1937)
- Fordson Thames 7V
- Fordson E83W 10cwt Kasten- und Pritschenwagen (1938–1957)
- Fordson E04C 5 cwt (1945–1948)
- Fordson E494C 5 cwt (1948–1954)
- Fordson Thames ET6 / ET7
- Ford Thames 300E 5 cwt (1954)
- Ford Thames 400E 10,12,15 cwt
- Ford Thames 307E 5 & 7 cwt (1961–)
- Ford Thames Trader 30 cwt, 2, 3, 4, 5 and 7-ton (1957–1965)
- Ford Transit (1965–)
- Ford D-Serie
- Ford A-Serie
- Ford R-Serie
- Ford Transcontinental (1975–1984)
- Ford Cargo (1981–1993)

### Supersportwagen
- Ford GT40 (1966–1968)

### Militärfahrzeuge

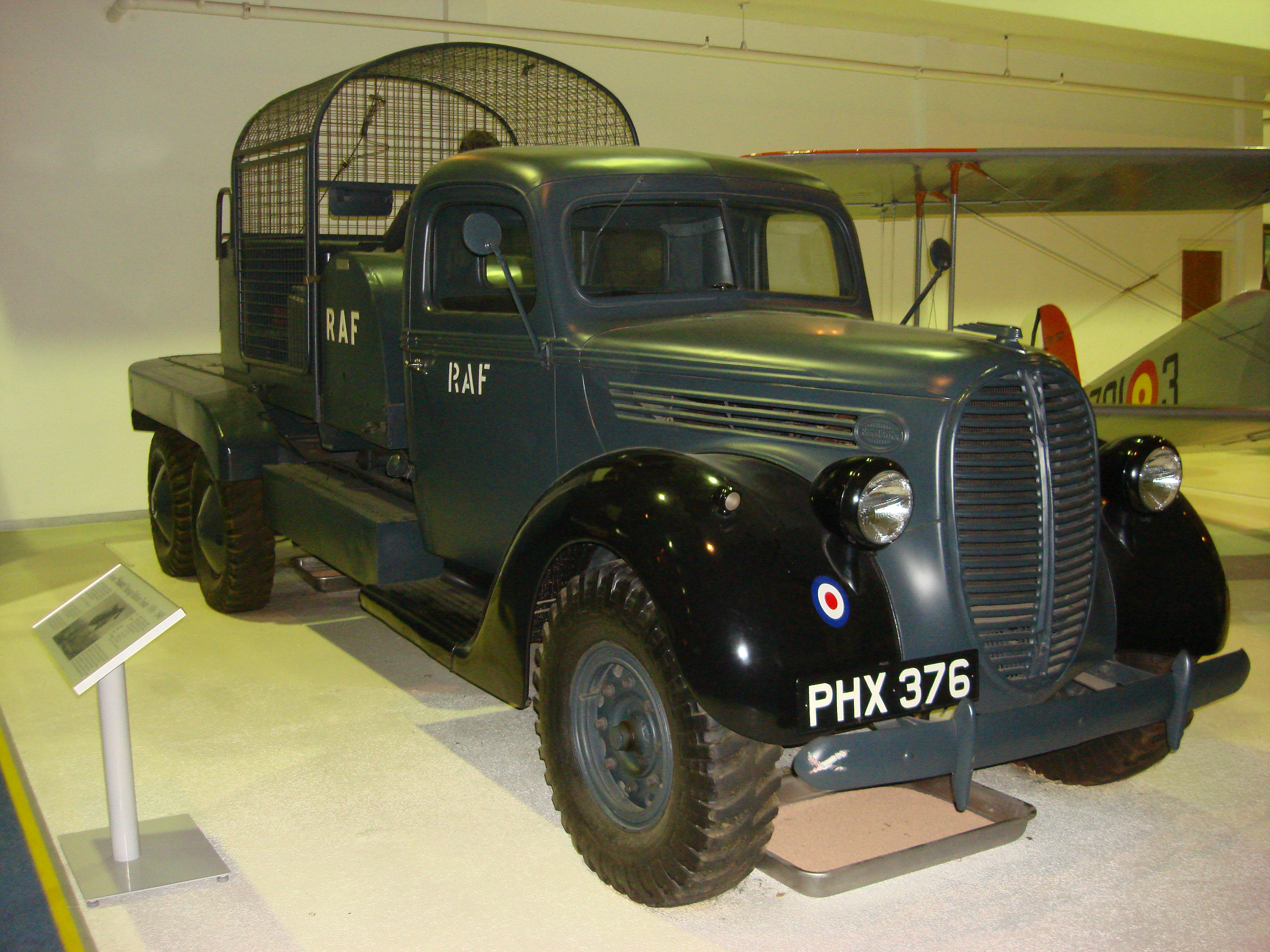
Fordson WOT 1

Ford of Britain belieferte die Streitkräfte des Vereinigten Königreichs mit etlichen Militärfahrzeugen. Besonders bekannt sind die Fordson WOT Baureihen, von denen rund 130.000 Exemplare hergestellt wurden. Zu den weniger bekannten Modellen zählt der Panzerwagen Fordson Armoured Car.

## Produktionszahlen
Insgesamt entstanden zwischen 1903 und 2002 24.321.719 Kraftfahrzeuge. Diese Zahl beinhaltet Personenkraftwagen, von Pkw abgeleitete Lieferwagen und Nutzfahrzeuge.
Nachstehend eine Auflistung der Pkw-Produktion.
| Jahr  | Produktionszahl |
| ----- | --------------- |
| 1911  | 1.485           |
| 1912  | 2.942           |
| 1913  | 6.138           |
| 1914  | 8.242           |
| 1915  | 8.905           |
| 1916  | 9.037           |
| 1917  | 4.268           |
| 1918  | 2.527           |
| 1919  | 8.086           |
| 1920  | 25.666          |
| 1921  | 11.603          |
| 1922  | 11.091          |
| 1923  | 11.507          |
| 1924  | 8.919           |
| 1925  | 5.086           |
| 1926  | 4.510           |
| 1927  | 1.817           |
| 1928  | 2.896           |
| 1929  | 7.120           |
| 1930  | 4.495           |
| 1931  | 5               |
| 1932  | 11.920          |
| 1933  | 36.424          |
| 1934  | 34.486          |
| 1935  | 48.551          |
| 1936  | 74.988          |
| 1937  | 77.830          |
| 1938  | 59.935          |
| 1939  | 48.031          |
| 1940  | 11.286          |
| 1941  | 2.885           |
| 1942  | 5.162           |
| 1943  | 2.647           |
| 1944  | 1.165           |
| 1945  | 2.330           |
| 1946  | 33.945          |
| 1947  | 44.849          |
| 1948  | 66.560          |
| 1949  | 79.448          |
| 1950  | 99.478          |
| 1951  | 94.268          |
| 1952  | 93.858          |
| 1953  | 160.575         |
| 1954  | 210.153         |
| 1955  | 241.502         |
| 1956  | 227.209         |
| 1957  | 241.950         |
| 1958  | 289.922         |
| 1959  | 319.454         |
| 1960  | 407.548         |
| 1961  | 326.927         |
| 1962  | 368.459         |
| 1963  | 504.093         |
| 1964  | 526.041         |
| 1965  | 505.168         |
| 1966  | 465.309         |
| 1967  | 440.712         |
| 1968  | 498.100         |
| 1969  | 541.123         |
| 1970  | 462.893         |
| 1971  | 368.482         |
| 1972  | 537.722         |
| 1973  | 453.448         |
| 1974  | 383.724         |
| 1975  | 333.557         |
| 1976  | 387.309         |
| 1977  | 421.769         |
| 1978  | 327.398         |
| 1979  | 408.726         |
| 1980  | 342.756         |
| 1981  | 342.176         |
| 1982  | 307.640         |
| 1983  | 318.686         |
| 1984  | 273.767         |
| 1985  | 317.689         |
| 1986  | 346.266         |
| 1987  | 383.429         |
| 1988  | 374.462         |
| 1989  | 382.595         |
| 1990  | 329.604         |
| 1991  | 339.182         |
| 1992  | 302.990         |
| 1993  | 261.546         |
| 1994  | 269.050         |
| 1995  | 274.367         |
| 1996  | 318.250         |
| 1997  | 302.406         |
| 1998  | 298.629         |
| 1999  | 255.125         |
| 2000  | 155.094         |
| 2001  | 73.180          |
| 2002  | 12.903          |
| Summe | 18.017.816      |

Anmerkung: Die einzelnen Zahlen ergeben aufaddiert 18.017.456.